# 拜奇齊亞河
拜奇齊亞河（烏克蘭語：Байчиця），是烏克蘭的河流，位於該國西北部，發源自奧索瓦，流經羅夫諾州，屬於梅利尼齊亞河的左支流，河道全長25公里，流域面積432平方公里。